# Juan Francisco de Cárdenas
Juan Francisco de Cárdenas y Rodríguez de Rivas (1881-1966) fue un diplomático español.

## Biografía
Nació el 5 de mayo de 1881, en Sevilla.
Durante la Segunda República fue embajador español en Washington entre 1932 y 1934. Posteriormente ejerció de embajador en la República Francesa entre 1934 y 1936. Tras el golpe de Estado de julio de 1936 que dio comienzo a la guerra civil, no tardó en unirse a los sublevados; a pesar de guardar en un primer momento las apariencias de respeto al orden republicano, hizo lo posible para sabotear el pedido de armas que se había efectuado al jefe de gobierno francés Léon Blum, retrasando la tramitación de la petición, que no obstante acabó formalizando el 20 de julio. José Giral envió a Fernando de los Ríos, que estaba en Ginebra, para reforzar la petición y para hacer frente a la sucesión de dimisiones en la embajada. Cárdenas había presentado su dimisión el 23 de julio.
Aristócrata de inclinaciones monárquicas, fue enviado a desempeñar las funciones de representante diplomático informal del bando franquista en los Estados Unidos, en calidad de «representante del gobierno nacional». Se vanaglorió del cambio de línea editorial favorable a Franco de la publicación España Nueva a partir de septiembre de 1937, apuntándoselo como mérito propio. Al finalizar la guerra fue oficializado como embajador, desempeñando el cargo hasta 1947.
Falleció en Madrid en 1966.

## Distinciones
- Gran Cruz de la Orden de Isabel la Católica (1926)[11]
- Gran Cruz de la Muy Distinguida Orden de Carlos III (1951)[12]